# Circle (canción)
«Circle» es una canción compuesta e interpretada por el cantautor estadounidense Harry Chapin. Fue lanzada en octubre de 1972 como la séptima canción de su álbum Sniper and Other Love Songs.

## Escritura y temática
Harry Chapin escribió «Circle» para el programa infantil que presentaba su hermano Tom Chapin, Make a Wish, y solía terminar sus espectáculos con el público uniéndose a él en la canción. La canción es una exploración contemplativa de la naturaleza cíclica de la vida y la importancia de encontrarle sentido y propósito a nuestro tiempo en la tierra. A medida que avanza la canción, la voz de Harry se vuelve más apasionada y emotiva.

## Créditos y personal
Créditos adaptados desde las notas de álbum de Sniper and Other Love Songs.
Músicos
- Harry Chapin – voz principal, guitarra
- Tim Scott – violonchelo
- Ron Palmer – guitarra líder, armonía
- John Wallace – bajo eléctrico
- Russ Kunkel – batería

## Versión de The New Seekers
Originalmente, la canción fue interpretada por el grupo británico The New Seekers, publicada el 2 de junio de 1974 como sencillo principal de su álbum de estudio del mismo nombre. Lanzada bajo el título de «Circles», la canción se convirtió en uno de sus sencillos con mejor rendimiento.

### Lista de canciones
Todas las canciones producidas y arregladas por David Mackay.
1. «Circles» (Harry Chapin) – 4:30
2. «Mystic Queen» (Marty Kristian) – 2:50

### Posicionamiento
| Gráfica (1973)                     | Pico de posición |
| ---------------------------------- | ---------------- |
| Australia (Kent Music Report)      | 20               |
| Canadá (RPM 100 Singles)           | 42               |
| Estados Unidos (Billboard Hot 100) | 87               |
| Irlanda (Irish Singles Chart)      | 3                |
| Reino Unido (UK Singles Chart)     | 4                |

## Otras versiones
La cantante china Agnes Chan incluyó una versión de la canción en su álbum de 1972, Original I (A New Beginning). Mary Travers, quien alcanzó fama como miembro del trío Peter, Paul and Mary, incluyó su versión de la canción en su álbum de 1974, Circles. Los cantautores estadounidenses Arlo Guthrie y Pete Seeger incluyeron la canción en el álbum en vivo doble Precious Friend.